# Альбиньяк
Альбинья́к (фр. Albignac, окс. Albinhac) — коммуна во Франции, находится в регионе Лимузен. Департамент — Коррез. Входит в состав кантона Бейна. Округ коммуны — Брив-ла-Гайярд.
Код INSEE коммуны — 19003.
Коммуна расположена приблизительно в 420 км к югу от Парижа, в 90 км юго-восточнее Лиможа, в 16 км к юго-западу от Тюля.

## Население
Население коммуны на 2008 год составляло 253 человека.
| 1962 | 1968 | 1975 | 1982 | 1990 | 1999 | 2008 |
| ---- | ---- | ---- | ---- | ---- | ---- | ---- |
| 285  | 260  | 226  | 255  | 263  | 258  | 253  |

## Администрация
| Период | Период | Фамилия       | Партия | Примечания |
| ------ | ------ | ------------- | ------ | ---------- |
| 2001   | 2008   | Жан-Пьер Брус |        |            |
| 2008   |        | Ален Симоне   |        |            |

## Экономика
В 2007 году среди 158 человек в трудоспособном возрасте (15—64 лет) 120 были экономически активными, 38 — неактивными (показатель активности — 75,9 %, в 1999 году было 76,5 %). Из 120 активных работали 116 человек (63 мужчины и 53 женщины), безработных было 4 (3 мужчин и 1 женщина). Среди 38 неактивных 9 человек были учениками или студентами, 17 — пенсионерами, 12 были неактивными по другим причинам.

## Достопримечательности
- Церковь Нотр-Дам (XII век). Памятник истории с 1972 года[3]

## Фотогалерея
- Церковь Нотр-Дам
- Церковь Нотр-Дам
- Карта коммуны